# Granota camperola

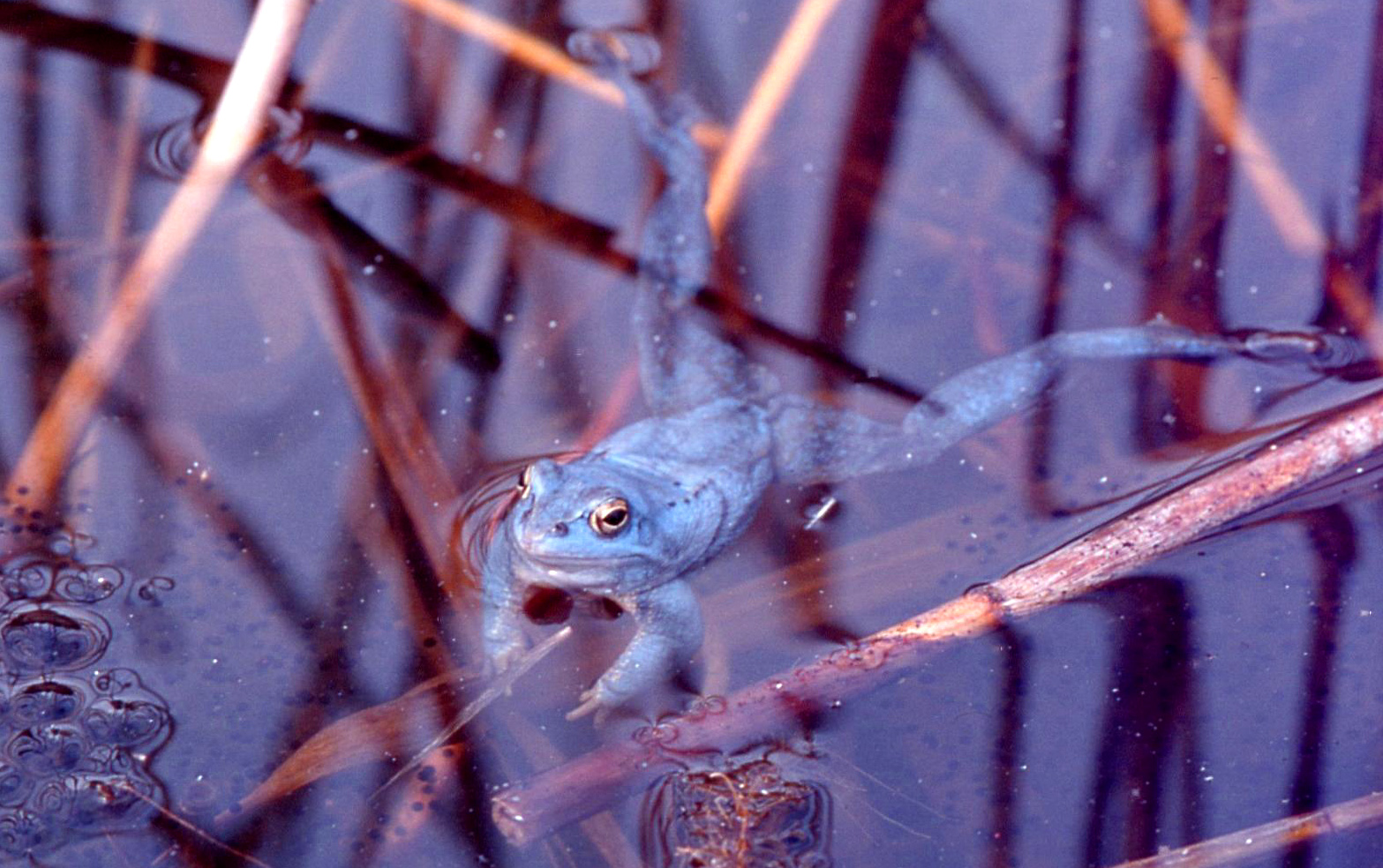
El mascle de la granota camperola pot ésser de color blau durant un període de dos a tres dies a l'any.

La granota camperola (Rana arvalis) és una espècie d'amfibi de la família del rànids.

## Descripció
És una petita granota de fins a 7 cm de longitud. Té una coloració dorsal de color gris, marró, groguenc o vermellós. Es pot arribar a confondre amb la granota roja. Té unes petites taques d'1 a 3 mm de color fosc al dors i al lateral. Sovint té una banda de color clar al dors. El seu ventre és de color blanc o groguenc. Durant l'època d'aparellament els mascles adquireixen un to blavós o fosc.

## Reproducció
La reproducció té lloc entre els mesos de març i juny i la seva duració es d'entre 3 i 28 dies. Els ous, entre 500 i 3.000, són depositats en aigües somes on estiguin calents tant de dia com de nit. La metamorfosi té lloc entre els mesos juny i octubre.

## Distribució i hàbitat
Aquesta espècie de granota habita en gran varietat d'hàbitats com la tundra, boscos, estepes, camps de cultiu, jardins i matollars. Es distribueix des de França a través de tota l'Europa central fins al llac Baikal. Generalment és una espècie de poca altitud, però se'n pot trobar a una altitud de fins a 1.500 metres.